# Юрчук, Николай Иосифович
Юрчу́к Никола́й Ио́сифович (белор. Юрчу́к Мікала́й Іо́сіфавіч; род. 27 мая 1942 г. , д. Дубенец, Столинский р-н, Брестская обл.) — белорусский математик, крупный специалист в области математической физики и дифференциальных уравнений, доктор физико-математических наук, профессор.

## Биография
Николай Иосифович родился 27 мая 1942 года в деревне Дубенец, Брестской области. В 19 лет поступил на математический факультет БГУ. После окончания поступил в аспирантуру БГУ (1966 год). В 1970 году защитил кандидатскую диссертацию по специальности дифференциальные и интегральные уравнения (диссертация: «Задача Гурса и смешанная задача с условиями Гурса для линейных дифференциальных уравнений с двумя временными переменными»). С 1982 года является доктором физико-математических наук по специальности дифференциальные уравнения и математическая физика (диссертация: «Метод энергетических неравенств в исследовании дифференциально-операторных уравнений»). С 1982 г. по настоящее время заведующий кафедрой уравнений математической физики БГУ., а с 1983 года профессор кафедры уравнений математической физики (в 2021 году — математической кибернетики). Являлся деканом механико-математического факультета БГУ с 1982 по 1985 годы и с 1996 по 2007 годы.
Помимо этого, Н. И. Юрчук являлся научным координатором межвузовской программы фундаментальных исследований «Анализ и динамические системы» и сокоординатором государственной программы фундаментальных исследований «Математические модели», а также член специализированного совета по защитам диссертаций при ИМ НАН Беларуси.

## Награды
- Лауреат Государственной премии Республики Беларусь в области науки и техники 1996 года,
- Заслуженный деятель науки Республики Беларусь, в 1987 году награждён орденом Знак Почета,
- Академик Петровской Академии наук и искусств.

## Публикации
К 2021 году Николай Иосифович является автором свыше 150 научных статей . В данном списке приведены основные, а с более полный список: официальном сайте БГУ, в разделе «персональные страницы сотрудников»
1. Yurchuk N.I. Regularization by non-local conditions of the incorrect problems for differential operator equations // Аналитические методы анализа и дифференциальных уравнений. Труды Института математики НАН Беларуси. Минск, 2000, Т.6, С.158-163.
2. Yurchuk N.I., Baranovskaya S.N., Yashkin V.I., Tcharie Kokou. The weakened classic solution of the mixed problem in Holder space // Аналитические методы анализа и дифференциальных уравнений. Труды Института математики НАН Беларуси. Минск, 2000, Т. 6, С.154-157.
3. Юрчук Н. И., Яшкин В. И., Чарие Коку. Ослабленное на оси классическое решение центрально-симметрической смешанной задачи для трехмерного гиперболического уравнения в пространствах Гельдера // Дифференц. уравнения, 2001, Т.37, № 6, С.844-846.
4. N.I. Yurchuk, V.I.Yashkin, Charie Koku. A Classical Solution, Weakened on the Axis, of a Centrally Symmetric Mixed Problem for a Three-Dimensional Hyperbolic Equation in Holder Spaces // Differential Equations, Vol.37, 2001, pp.886-889.
5. Юрчук Н. И., Гайдук С. И. Применение метода контурного интеграла к решению одной смешанной задачи из теории динамического удара // Дифференц. уравнения, 2002, Т.38, № 1, С.81-86.
6. Юрчук Н. И., Барановская С. Н., Чарие Коку. Ослабленное на оси классическое решение центрально-симметрической смешанной задачи для трехмерного гиперболического уравнения четного порядка в пространствах Гельдера // «Дифференциальные уравнения», 2004, Т.40, № 5. С. 639-64Юрчук, Н. И. Априорные оценки и непрерывная зависимость решений смешанных задач для параболических уравнений от изменения нелокальных краевых условий в локальные (совм. с Чарие Коку) // Дифференц. уравнения, 2008. Т. 44, № 3. С. 414—420